# Štore
Štore è un comune di 4 311 abitanti della Slovenia orientale.